# 이시카와역 (고난 철도)
이시카와역(일본어: 石川駅)은 일본 아오모리현 히로사키시에 위치한 고난 철도 고난 선의 철도역이다. 섬식 승강장 1면 2선의 구조를 갖춘 지상역이다.

## 타는 곳
| 1 | ■ 오와니 선 | 하행 | 주오히로사키 방면 |
| 2 | ■ 고난 선   | 상행 | 오와니 방면       |

## 역 주변
- 히라카와 강
- 히로사키 시청 이시카와 출장소

## 역사
- 1952년 1월 26일 : 히로사키 전기 철도의 신이시카와역으로서 개업.
- 1970년 10월 1일 : 고난 철도로 양도. 업무 위탁화.
- 1972년 7월 1일 : 위탁 폐지, 무인화.
- 1974년 10월 1일 : 재개 업무 위탁화.
- 1986년 4월 1일 : 이시카와역으로 개칭.
- 시기 불명 : 위탁 폐지, 무인화.

## 인접 역
| 고난 철도 오와니 선          | 고난 철도 오와니 선 | 고난 철도 오와니 선              |
| ---------------------------- | ------------------- | -------------------------------- |
| 이시카와푸루마에 오와니 방면 | ■ 오와니 선         | 기주쿠코코마에 주오히로사키 방면 |